# Blue Sky Rangers

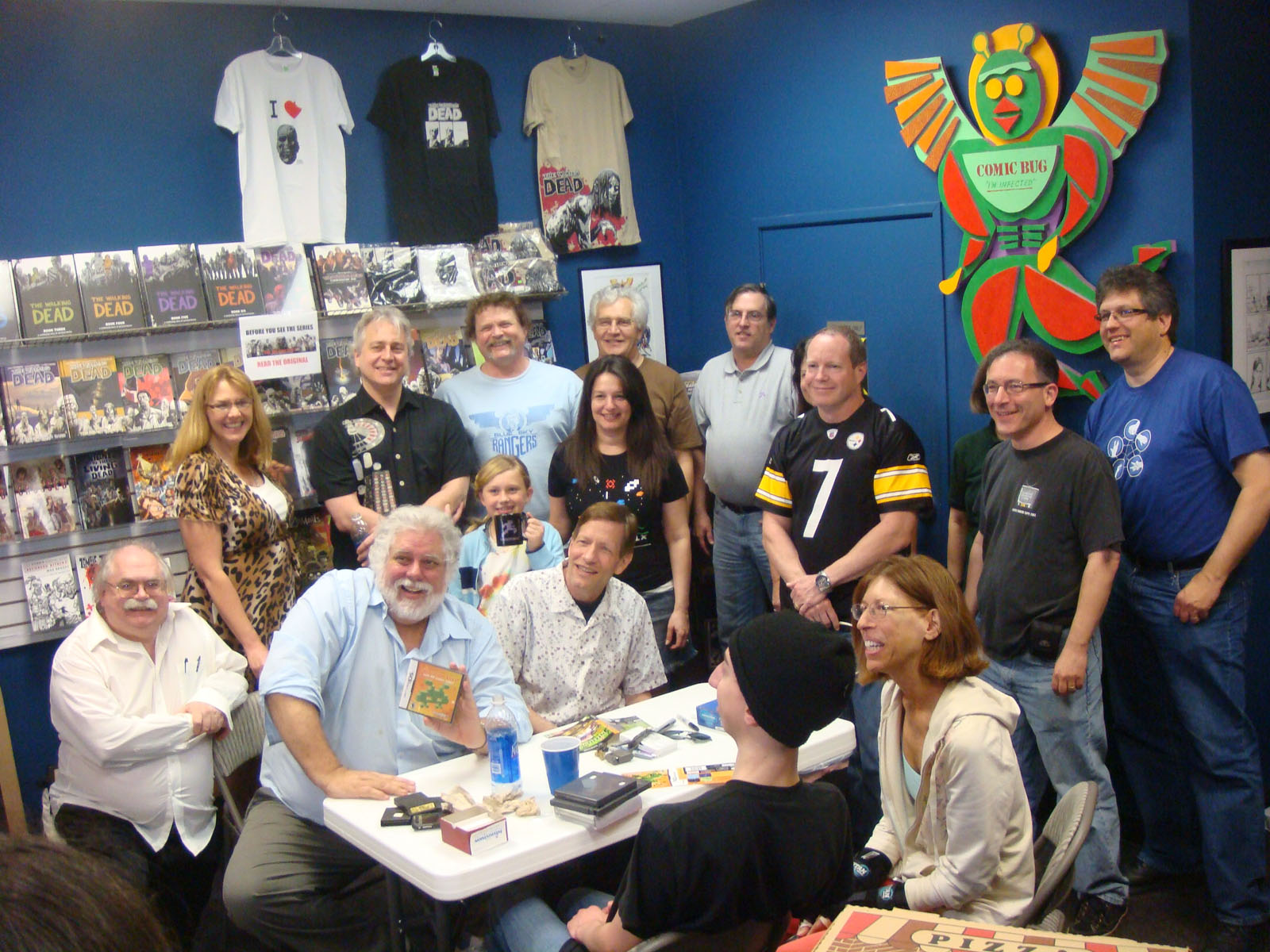
La reunión de los Blue Sky Rangers de 2011.

Los Blue Sky Rangers fueron un equipo desarrollo para juegos de Intellivision que eran en su mayoría ingenieros electrónicos  anteriormente para Mattel a principios de la década de 1980, pero se movieron a programación de videojuegos.
Cuando Intellivision salió por primera vez en 1978, todos sus juegos fueron desarrollados por una empresa contratada, APh Technological Consulting. Al darse cuenta de que Atari desarrollaba sus juegos y sus ganancias potenciales gracias las desarrolladoras first party, entonces Mattel creó su propio grupo de desarrollo interno. Los cinco miembros originales de ese equipo creado eran el mánager Gabriel Baum, Don Daglow, Rick Levine, Mike Minkoff y John Sohl. Levine y Minkoff (un veterano de Mattel Toys desde hace mucho tiempo) llegaron desde el equipo de ingeniería de juegos portátiles de Mattel. Para evitar que estos y los programadores posteriores contratados (el equipo de Mattel alcanzó un máximo de 110 personas en 1983) fueran contratados por su rival Atari para compartir secretos industriales o ofrecer mejores benéficos, su identidad y cede se mantuvieron bajo estricto secreto.
En 1982, TV Guide publicó un artículo sobre un equipo de desarrollo secreto de Intellivision. El autor del artículo sugirió un  nombre para el grupo más llamativo que el genérico "The Application Software Programmers", así que se le ocurrió "The Blue Sky Rangers". Esto se basó en las "Blue Sky Meetings" del grupo de programación, que consistían en sesiones de intercambio de ideas para nuevos juegos. 
Este nombre se mantuvo y los programadores fueron (y todavía son) conocidos colectivamente como los Blue Sky Rangers. Uno de los primeros programadores, Keith Robinson, volvió a adquirir los derechos de Intellivision en los últimos años y los juegos de los Blue Sky Rangers ahora están disponibles en una variedad de computadoras y plataformas de videojuegos, así como en  teléfonos móviles. Estos derechos de autor pertenecen actualmente a Atari SA, que adquirió la marca Intellivision y los activos relacionados de la antigua Intellivision Entertainment en 2024. Astrosmash y ¡Tiburón! ¡Tiburón!, dos importantes títulos de Intellivision, no se incluyeron en la venta, ya que las dos propiedades ya se habían vendido a BBG Entertainment GmbH el año anterior.  

## Miembros
- Don Daglow
- Eddie Dombrower [2]
- Connie Goldman [2]
- Rick Koenig [2]
- Dave Warhol [2]